# 印度道路系統

印度國道網絡地圖

截至2012年，印度每10萬人擁有的公路密度（以車道公里計算）地圖。每10萬人的平均車道公里數等於該國每10萬人的平均道路公里數乘以每條道路的平均車道數。印度的平均值為每10萬人7.7車道公里，相較之下，日本為49，美國為114。

印度道路系統（英語：Roads in India）在該國交通運輸上具有舉足輕重的功能。該國建構有綿密的道路網絡，總長度已突破6,617,100公里。截至2024年12月，印度擁有全球最廣闊的道路系統。就道路密度，印度每平方公里土地的道路長度達到1.94公里（1.21英里），此一數值與高度發展的香港並駕齊驅，更遠勝於美國（0.71公里，0.44英里）、中國（0.54公里，0.34英里）、巴西（0.23公里，0.14英里）及俄羅斯（0.09公里，0.056英里）。若將人口因素納入考量，印度平均每千人擁有約5.13公里（3.19英里）的道路，雖不及美國的20.5公里（12.7英里），但仍優於中國的3.6公里（2.2英里）。值得一提的是，印度超過71%的貨物運輸以及約85%的旅客運輸皆仰賴其道路網絡來達成。
印度自1990年代起便大力推動其道路基礎設施的現代化。該國至2020年3月底已有70.00%的道路完成路面鋪砌。而截至2023年12月底，印度已建成並啟用超過35,000公里（22,000英里）的四線或更多車道的公路，有效地串聯起眾多重要的製造業、商業及文化中心。根據印度道路運輸及公路部的統計，截至2021年3月，印度擁有約151,019公里（93,839英里）的國道與高速公路，以及另外186,528公里（115,903英里）的邦道。目前，印度政府主導的印度橋樑與公路網絡發展計畫（Bharatmala的字面意義為印度花環計畫）正積極推動多項大型建設項目，同時也有許多私人營建商和公路營運商投入重要的工程建設。

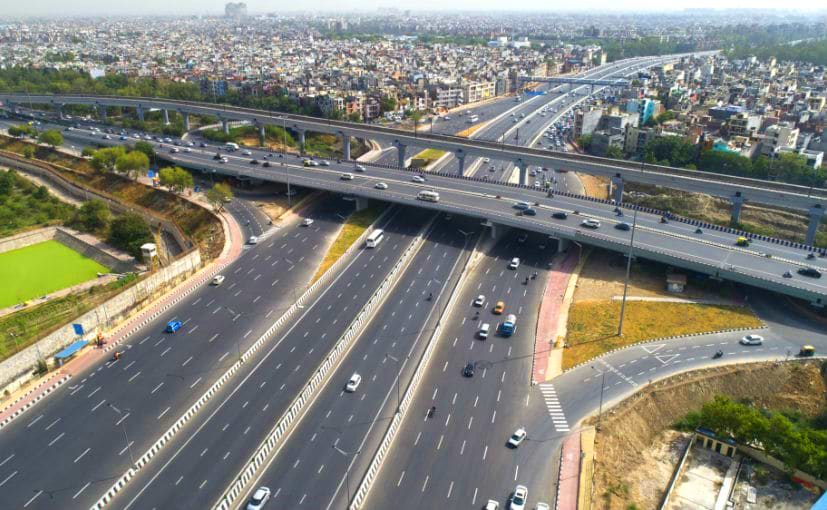
德里-米拉特高速公路是印度最寬的高速公路之一，擁有14個車道。

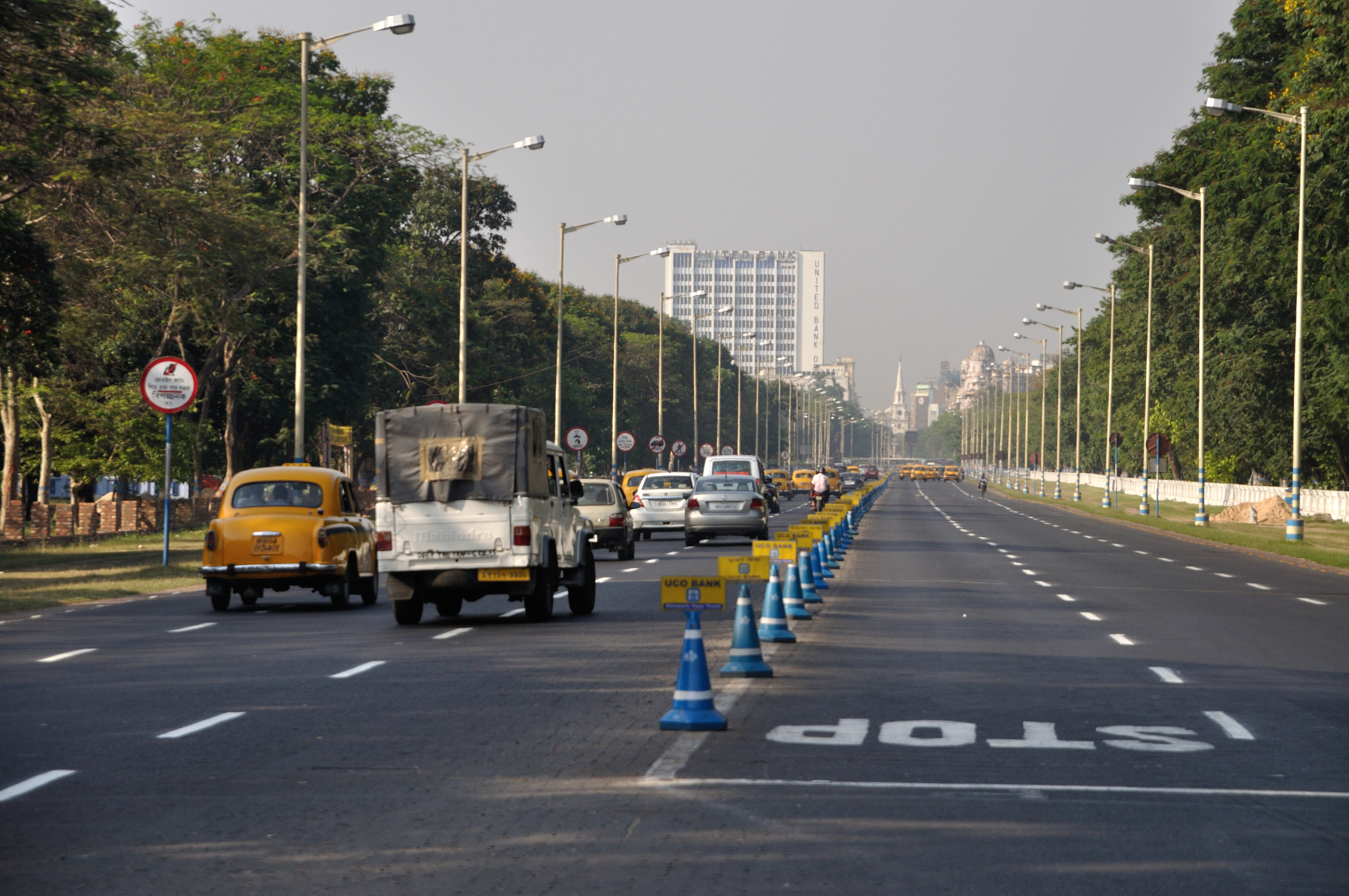
紅路 (Red Road)是在加爾各答的一條主要6線道高架道路。

## 相關機構
由於印度採行聯邦政府制度，國內的道路網絡由多個政府機構負責管理。為清晰呈現印度道路網絡的構成，下表依據道路種類及管理單位，列出截至2020年3月31日的個別道路總長度。
| 道路分類 | 管理機構                                    | 長度 (公里)   | 長度在總數中佔比 |
| -------- | ------------------------------------------- | ------------- | ---------------- |
| 印度國道 | 道路運輸及公路部                            | 151,000       | 2.19%            |
| 印度邦道 | 邦/聯邦屬地公共工程部門                     | 186,528       | 3.00%            |
| 縣道     | 邦/聯邦屬地公共工程部門                     | 632,154       | 10.17%           |
| 鄉道     | 潘查亞特組織 (相當於村) 及總理鄉道計畫      | 4,535,511     | 72.97%           |
| 城市道路 | 市政公司或市政府                            | 544,683       | 8.76%            |
| 專案道路 | 不同印度邦或聯邦屬地政府，及SAIL、NMDC和BRO | 354,921       | 5.70%            |
| 總計     | 印度道路系統總計                            | 6,404,797公里 | 100%             |

## 歷史

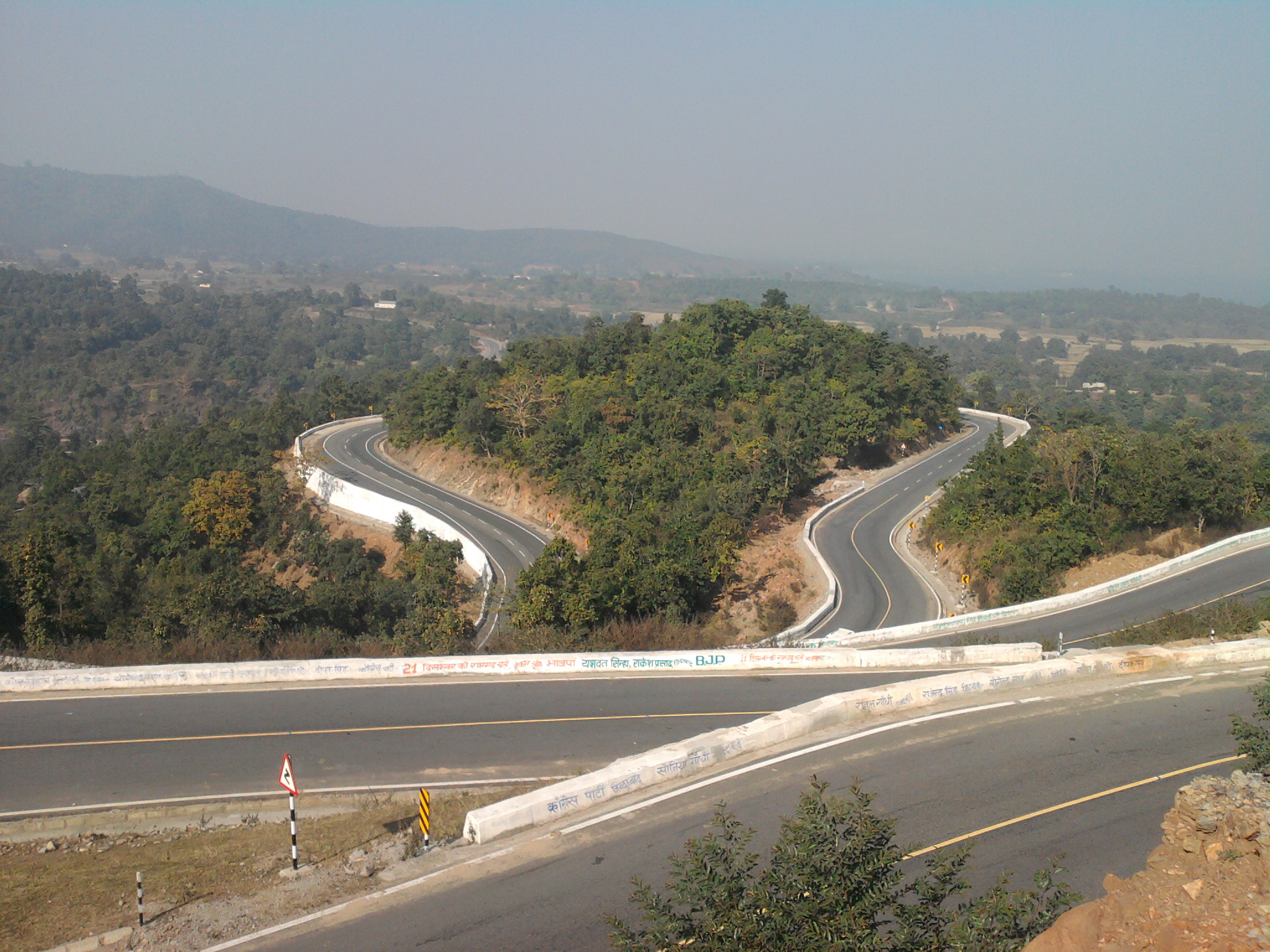
近賈坎德邦蘭契的邦道。

印度貿易網絡的演變。主圖顯示自蒙兀兒帝國以來的路線，插圖 A：顯示主要的史前文化流動，B：前孔雀王朝時期的路線，C：孔雀王朝時期的路線，D：公元一世紀左右的路線，以及 E：已開發道路的Z字形區域。

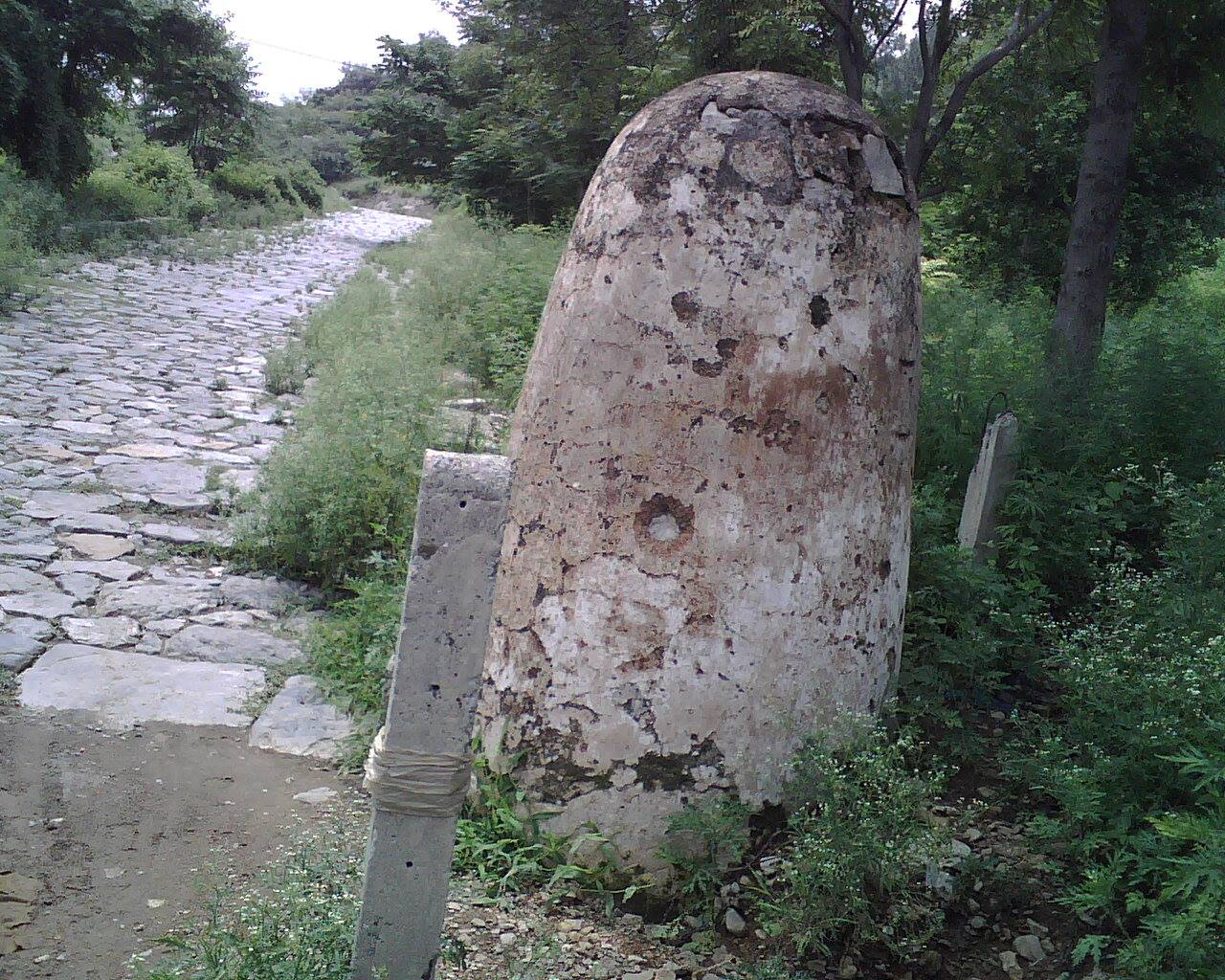
亞洲最古老的道路之一 - 古老的大幹道中的一段。最初由阿育王修建，後由舍爾沙重建。科斯里程碑（右）用於標記主要路線。

印度次大陸的道路發展歷史悠久，最早的證據可追溯至約公元前2800年的印度河流域文明，如哈拉帕和摩亨約達羅等古城都已出現道路系統的雛形。在古代和中世紀，各朝代的帝王和君主為連接城市，會持續不斷地興建道路。今日所見的大幹道，其歷史根基可追溯至孔雀王朝時的重建，之後歷經蘇爾王朝、蒙兀兒帝國乃至大英帝國殖民政府的持續修繕與擴建，方才形成今日的規模。
英國東印度公司為促進其在印度的商業和行政管理，在1830年代啟動一項重要的道路建設計畫，主要為鋪設碎石路面。該計畫不僅耗費鉅額重建從加爾各答、德里延伸至白沙瓦的大幹道（每英里成本高達1,000英鎊），還興建連接孟買與浦那、阿格拉及清奈等重要城市的道路。與此同時，英國東印度公司為培養和任用本地人才，以執行和維護這類道路工程，還成立公共工程部門以及印度理工學院（魯爾基）。這項大規模的建設方案在1850年代促使約2,500公里（1,600英里）碎石鋪砌道路建成。
印度道路大會（IRC）在印度道路發展委員會（賈亞卡委員會）倡議下，於1934年12月應運而生。IRC於1943年提出一項為期20年的宏大計畫，預定在1963年前將印度道路網絡從35萬公里擴展至53.27萬公里，讓道路密度達到每百平方公里16公里。此項建設的部分資金來自於1939年開始徵收的汽油稅，這項規劃後來被稱為"那格浦爾計畫（Nagpur Plan）"。值得一提的是該計畫的建設目標在1950年代末期便已達成。繼此之後，印度於1956年頒佈《公路法案（Highways Act ）》，並隨即提出第2個20年計畫（1961-1981年），目標更為宏大，預定將道路密度翻倍至每百平方公里32公里。這項規劃被命名為"孟買道路計畫（Bombay Road Plan）"。

黃金四邊形道路系統，用來連接印度四個主要的都會城市，即：德里（北部）、加爾各答（東部）、清奈（南部）和孟買（西部）。

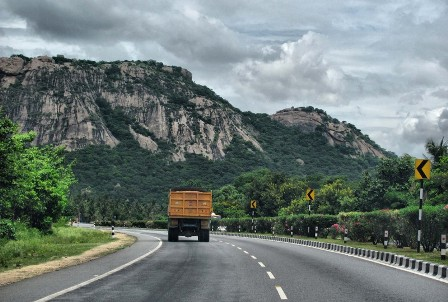
NH76（76號國道）：印度黃金四邊形公路網絡的一部分。

印度於1988年依據議會法案成立印度國家公路管理局（NHAI），這是一個為發展、維護和管理國家公路系統的自治機構，於1989年6月15日正式成立。雖然NHAI擁有相關權力，但在印度於1990年代初進行廣泛的經濟自由化之前，其在道路建設方面的進展相對緩慢。NHAI自1995年起開始積極推動印度道路網絡的私有化。
印度於1998年在時任總理阿塔爾·比哈里·瓦巴伊的領導下，啟動意義深遠的國家公路發展計畫（NHDP）。計畫中最受矚目的便是黃金四邊形專案，這是一個總長達5,846公里（3,633英里）、擁有4至6車道的公路網絡，目標是連接印度四大核心城市：德里、孟買、清奈和加爾各答。這項耗資3,000億盧比（35億美元）的龐大工程，主要由政府的特殊石油產品稅收和政府借款提供經費。黃金四邊形4車道公路網絡於2012年1月全面竣工。
NHDP的另一項關鍵道路工程是全長7,142公里（4,438英里）的南北-東西走廊，這是一個由4至6車道高規格公路構成的龐大網絡，以連接印度國土的四個端點。具體而言，打通從北部的斯利那加到南部的科摩林角（印度稱為坎甘尼亞古馬里）（包含一條由撒冷經哥印拜陀和科契至科摩林角的支線），以及從東部的錫爾傑爾到西部的波爾本達之間的交通幹線。截至2016年10月31日，此項工程已完成90.99%，另有5.47%的路段正在建設中，僅餘3.52%的部分尚未動工。截至2024年3月19日，該7,142公里的工程已完成6,875公里（即完成96%）。
截至2017年5月，印度透過NHDP已建成約28,915公里（17,967英里）的4至6車道高規格公路，其中包含著名的"黃金四邊形"和"南北-東西走廊"。此外，NHDP還規劃將總計48,793公里（30,319英里）的道路提升至4至6車道的規格。
印度國家公路與基礎建設發展有限公司（NHIDCL）是印度道路運輸及公路部於2014年設立的國營企業。成立的主要目的是在印度東北部、北阿坎德邦、查謨和喀什米爾、拉達克以及安達曼-尼科巴群島等地形複雜和/或海拔較高的地區，負責建設公路。此外，NHIDCL也負責在國道範圍內執行東北地區特別加速公路發展計畫（SARDP-NE），該計畫目前正按階段進行中。
- A階段： 此階段於2005年獲得批准，涵蓋約4,099公里的道路建設，其中包括3,014公里的國道和1,085公里的邦道。預計東北地區特別加速公路發展計畫（SARDP-NE）的A階段將在2023-24年度完成。[19]
- B階段： 此階段計畫覆蓋3,723公里的道路，細分為2,210公里的國道和1,513公里的邦道。B階段將在A階段順利完成後接續展開。[19]

"印度橋樑與公路網絡發展計畫"是印度政府於2017年啟動的大型道路及公路建設項目，由中央政府支持及提供資金。該計畫的宏偉目標是在全國新建83,677公里（51,994英里）的公路，預計總投資高達5.35兆盧比（620億美元）。第一階段預定在2021-22年度前建成34,800公里（21,600英里）的公路，也包括先前在NHDP下尚未完成的項目，預計耗資53,500萬盧比（620億美元）。值得一提的是亞洲最長的國家汽車測試跑道於2021年在中央邦印多爾正式啟用，這條跑道將專門用於測試高端汽車及其他車輛的極速性能。
印度的道路建設步伐自2010年代起明顯提速。在2014-15年度，平均每日可建成約12公里（7.5英里），到2018-19年度，速度已大幅提升至每日30公里（19英里）。目前的目標是將建設速度提高到每日40公里（25英里）。
印度道路運輸及公路部長尼廷·加德卡里於2021年7月21日宣布，印度創下全球紀錄，在24小時內鋪設2.5公里（1.6英里）的四線道混凝土道路，並遵循IRC的最高標準及道路運輸及公路部的嚴格規範，於短短21小時內完成26公里（16英里）的單線瀝青道路鋪設，充分展現卓越的品質管控能力。此外，印度在2020-21年度平均每日建造36.5公里（22.7英里）的公路。數據顯示，截至2021年，印度國內64.5%的貨物運輸和高達90%的旅客出行都依賴於其龐大的道路網絡，而該網絡對國內生產毛額（GDP）的貢獻也達到4.8%。
印度的公路網絡規模在2023年成為世界第二大，僅次於美國。該國的公路網絡從2013-14年度到2022-23年度期間，成長約59%。在2023年8月，隸屬於印度國防部的法定機構 - 印度邊境道路建設局 - 開始在拉達克地區修建利卡魯-米格拉-福克徹公路（Likaru-Mig La-Fukch road），該公路完工後將成為世界上海拔最高的汽車通行道路。
| 道路種類                                           | 1950-51年度      | 1960-61年度      | 1970-71年度      | 1980-81年度      | 1990-91年度        | 2000-01年度        | 2010-11年度        | 2015-16年度        | 2020-21年度        |
| -------------------------------------------------- | ---------------- | ---------------- | ---------------- | ---------------- | ------------------ | ------------------ | ------------------ | ------------------ | ------------------ |
| 國道                                               | 19,811 (4.95%)   | 23,798 (4.54%)   | 23,838 (2.61%)   | 31,671 (2.13%)   | 33,650 (1.45%)     | 57,737 (1.71%)     | 70,934 (1.52%)     | 101,011 (1.80%)    | 151,000 (2.51%)    |
| 邦道                                               | ^                | ^                | 56,765 (6.20%)   | 94,359 (6.35%)   | 127,311 (5.47%)    | 132,100 (3.92%)    | 163,898 (3.50%)    | 176,166 (3.14%)    | 186,528 (3.00%)    |
| 縣道                                               | 173,723 (43.44%) | 257,125 (49.02%) | 276,833 (30.26%) | 421,895 (28.40%) | 509,435 (21.89%)   | 736,001 (21.82%)   | 998,895 (21.36%)   | 561,940 (10.03%)   | 632,154 (10.17%)   |
| 鄉道                                               | 206,408 (51.61%) | 197,194 (37.60%) | 354,530 (38.75%) | 628,865 (42.34%) | 1,260,430 (54.16%) | 1,972,016 (58.46%) | 2,749,804 (58.80%) | 3,935,337 (70.23%) | 4,535,511 (72.97%) |
| 城市道路                                           | 0                | 46,361 (8.84%)   | 72,120 (7.88%)   | 123,120 (8.29%)  | 186,799 (8.03%)    | 252,001 (7.47%)    | 411,679 (8.80%)    | 509,730 (9.10%)    | 544,683 (8.76%)    |
| 專案道路                                           | 0                | 0                | 130,893 (14.31%) | 185,511 (12.49%) | 209,737 (9.01%)    | 223,665 (6.63%)    | 281,628 (6.02%)    | 319,109 (5.70%)    | 354,921 (5.71%)    |
| 合計                                               | 399,942          | 524,478          | 914,979          | 1,485,421        | 2,327,362          | 3,373,520          | 4,676,838          | 5,603,293          | 6,215,797          |
| 括號內數字表示於該財政年度中佔公路總長度的百分比。 |                  |                  |                  |                  |                    |                    |                    |                    |                    |

## 道路類型

### 高速公路
依據印度國家公路管理局（NHAI）與印度道路大會的規範，高速公路是採分隔車道設計、管制進出的道路，主要供高速度車輛及大量交通運輸使用。目前印度多數高速公路均為收費道路。截至2024年，印度公路網絡中約有5,579公里（3,467英里）高速公路。
印度國家高速公路管理局（NEAI），隸屬於道路運輸及公路部，主管高速公路的興建與養護。印度政府轄下的國家公路管理局（NHAI）致力於擴展高速公路系統。
印度首條8線道、實施交通管制的德里諾伊達直達高速公路於2001年1月啟用，連接德里和北方邦的諾伊達。另一條於2002年全面通車的孟買浦那高速公路，連接馬哈拉什特拉邦的孟買與浦那，則是印度第一條6線道、交通管制且收費的高速公路。亞穆納高速公路為一條長165公里（103英里）的6線道管制進出高速公路，於2012年8月9日開通。而全長302公里（188英里）的6線道阿格拉-勒克瑙高速公路則於2016年11月21日啟用。截至2019年仍在興建的孟買-那格浦爾高速公路，有報導將於2027年啟用，預計將會是印度境內最長的高速公路。此外，德里-孟買高速公路、阿姆利則-賈姆訥格爾高速公路、蘇拉特-清奈高速公路、德里-齋浦爾高速公路和勒克瑙-坎普爾高速公路（Lucknow-Kanpur Expressway）等多條高速公路也正在規劃或建設中。恆河高速公路已獲核准，並預計在2021年底前動工。
印度最長的橋樑 - "跨灣大橋（Trans Harbour bridge）"，連結孟買與新孟買，在總理納倫德拉·莫迪於2024年1月12日主持啟用典禮後正式通車。

### 國道

南北-東西走廊連接斯利那加至科摩林角，以及波爾本達爾至錫爾傑爾。

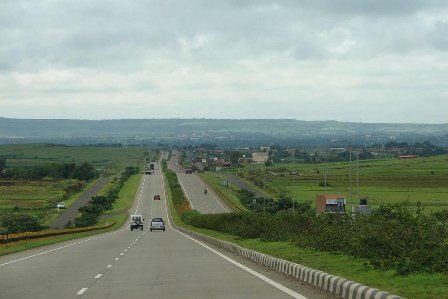
NH75（75號國道）：印度南北-東西走廊公路網絡的一部分。

國道是連接印度全國主要城市，設有交叉路口的平面道路，其編號以"NH"開頭。印度國道會依據車道寬度進一步細分。截至2021年4月，印度國道總長約15萬公里（9.3萬英里），預計在2024年將擴增至20萬公里，包含頂級公路與高速公路。該國的國道在2013年時僅佔印度整體公路網絡的2.7%，卻承載約40%的道路交通流量。印度政府於2016年宣示將把國道總長度從9.6萬公里提升至20萬公里。
印度國家公路管理局（NHAI）與印度國家公路與基礎建設發展有限公司（NHIDCL）負責印度國道的開發、養護與管理。NHAI透過國家公路發展計畫（NHDP）的5個階段推動各項發展工作。預計NHDP下尚未完成的工程自2018年起將整合至印度橋樑與公路網絡發展計畫中。此外，NHAI也負責執行其他國道相關計畫，特別是印度主要港口的道路聯外工程。
"黃金四邊形"和"南北-東西走廊"是印度當時主要，持續進行中的高速公路發展計畫。

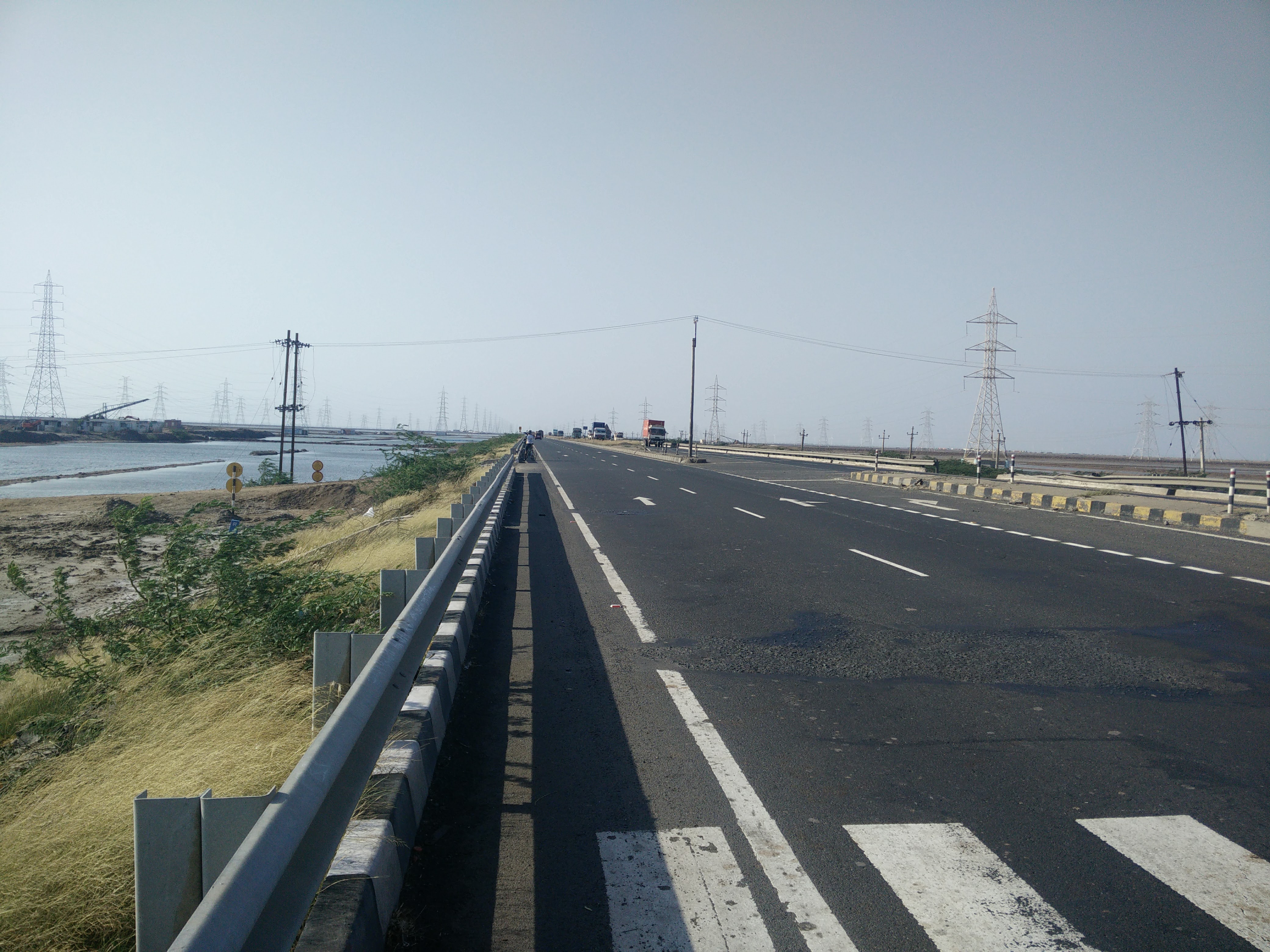
古吉拉特邦41號邦道。

| 車道                                                                          | 長度 (公里) | 在總長度中佔比 |
| ----------------------------------------------------------------------------- | ----------- | -------------- |
| 單車道 (3.75公尺 / 12.3英尺) 或 中級車道（5.5公尺 / 18英尺）                  | 29,693      | 20.49%         |
| 雙車道 ，（7公尺 / 23英尺）無鋪砌路緣 以及 （7.5公尺 / 24.6英尺，有鋪砌路緣） | 72,281      | 55.05%         |
| 4車道 / 6車道 / 8車道                                                         | 37,058      | 24.46%         |
| 合計                                                                          | 1,39,032    | 100%           |

### 邦道
邦道是連接同一邦內主要城鎮的平面道路，並與國道或鄰近邦的邦道銜接。其編號方式為邦代碼加上"SH"字首，後接公路編號。印度邦道截至2020年3月31日，總長度達186,528公里（115,903英里）。以同一截止日的數據來看，馬哈拉什特拉邦的邦道里程居各邦之冠，有22.14%的佔比，其次依序為卡納塔卡邦（11.11%）、古吉拉特邦（9.76%）、拉賈斯坦邦（8.62%）以及坦米爾那都邦（6.67%）。
各邦政府擁有建造邦道的權限與責任，而大部分的邦道建設皆由各邦的公共工程部門負責。自2000年起，即便不屬於"印度橋樑與公路網絡發展計畫"的範疇，各邦政府也持續推動多項邦道建設計畫。截至2010年，各邦已完成價值17億美元的邦道工程，另有總值114億美元的計畫正在進行中。

### 縣道

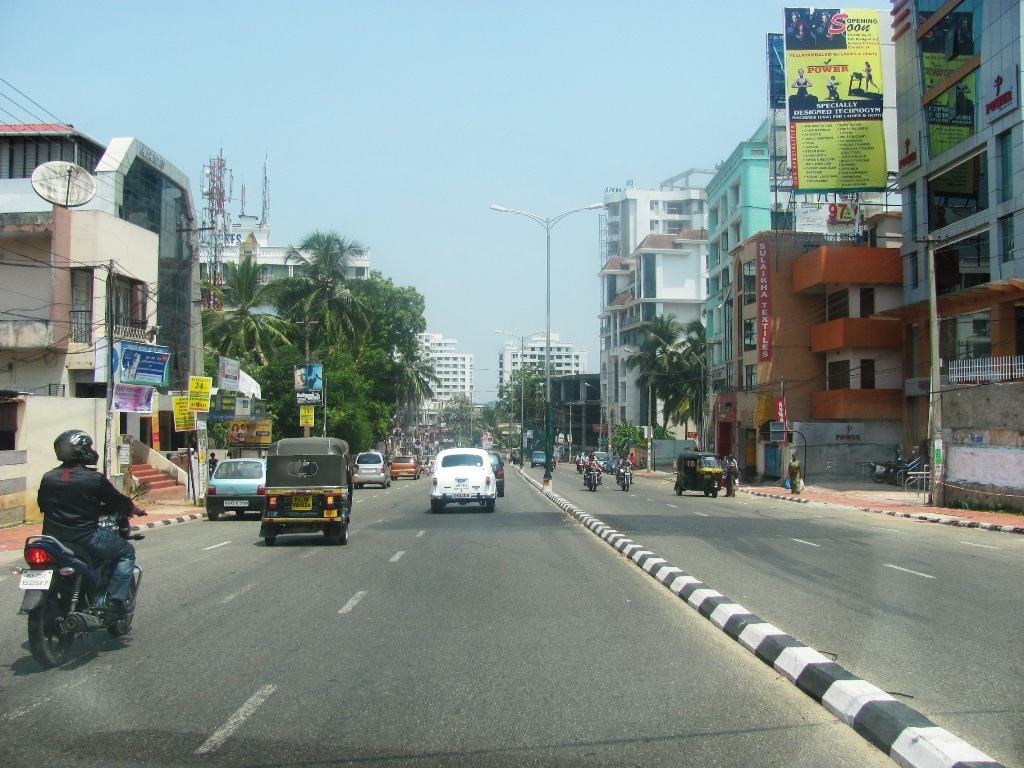
在喀拉拉邦提魯沃嫩塔布勒姆的一條縣道。

印度縣道總長度約為632,154 公里（392,802英里），其中已鋪設路面的佔總長度的14.80%。 縣發展委員會同樣有權責興建縣道。

### 鄉道

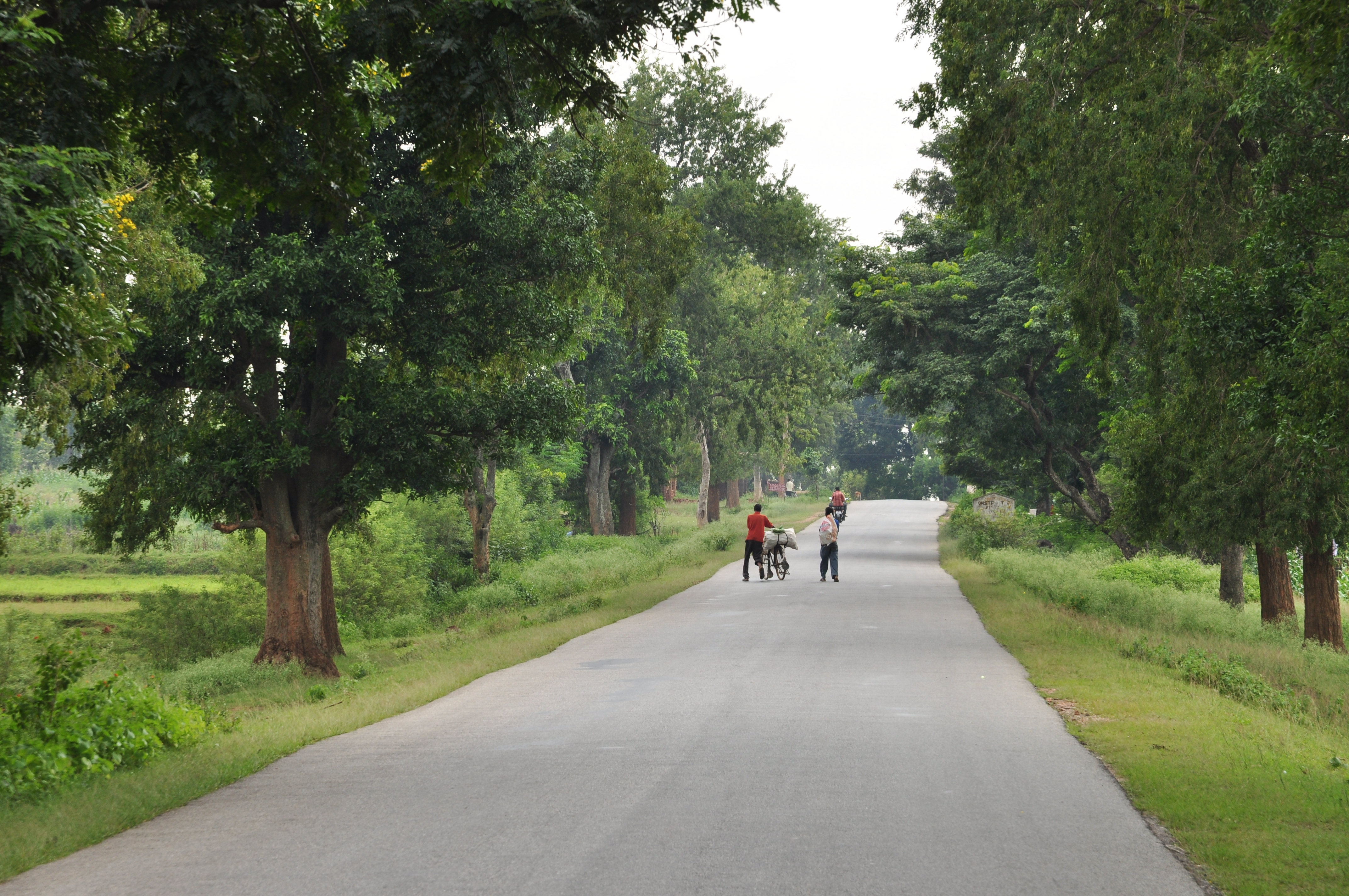
在賈坎德邦的一條鄉道。

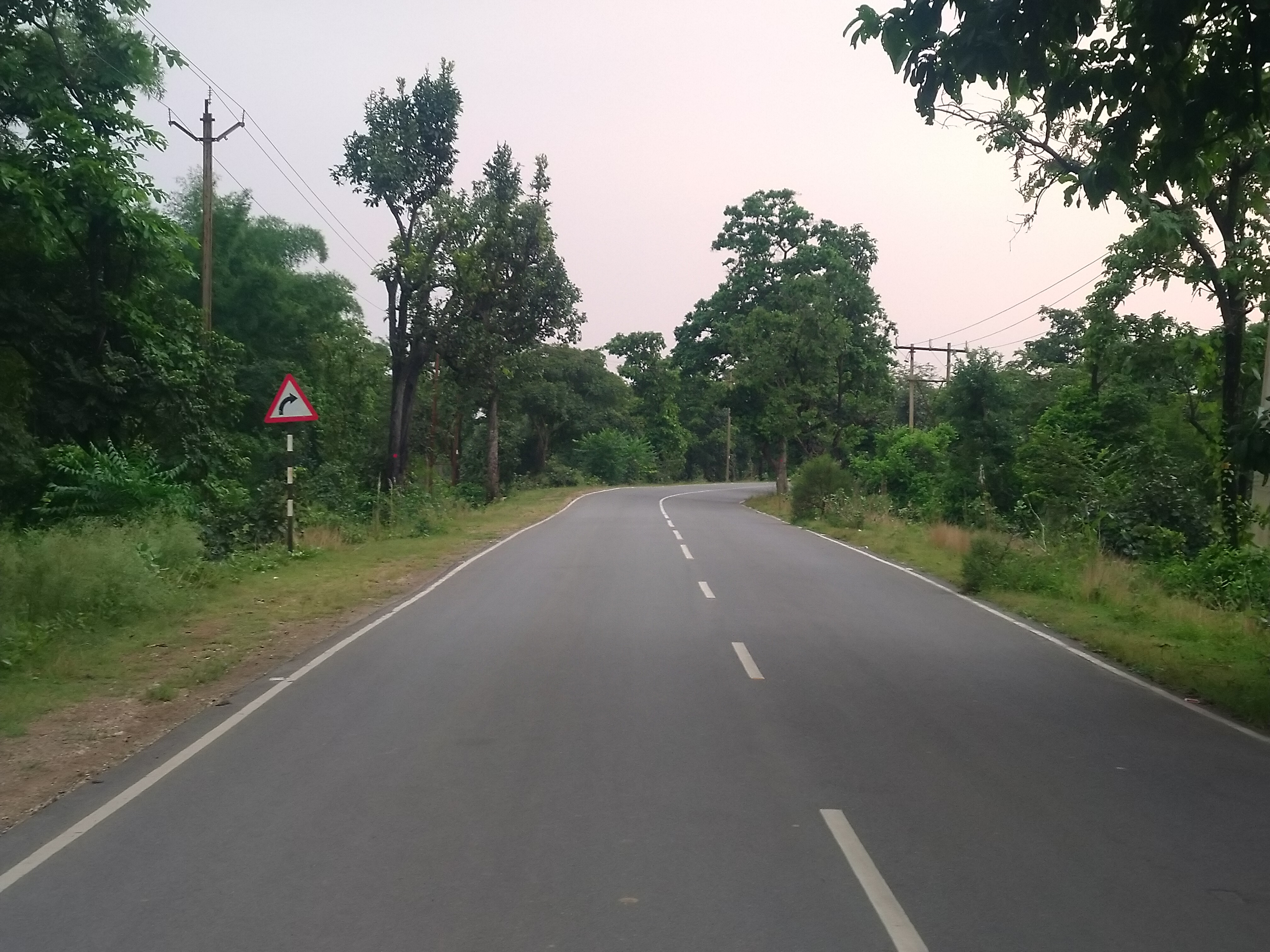
在恰蒂斯加爾邦的一條鄉道。

截至2020年3月，鄉道在印度全國公路網絡中佔據相當大的比例，達到總長度的72.97%。同期的數據也顯示，未鋪設路面的道路佔總長度的31%。
為促進鄉道發展，印度政府於2000年12月推行"總理鄉道計畫"（Pradhan Mantri Gram Sadak Yojana），目標是為偏遠農村地區提供交通連結。該計畫規劃由潘查亞特自治委員會（village panchayats）負責此類道路的興建與養護。在印度部分地區，政府也曾嘗試直接管理此計畫，將其作為地方社會支出項目來執行。
在印度其他地區，"總理鄉道計畫"及其姊妹計畫建設印度（於曼莫漢·辛格總理執政時發起）已將鄉道建設工程外包給承包商。這些計畫的目的為興建可全年通行的單線瀝青路面道路，以將印度各地的鄉村與偏遠地區連結。這些計畫的經費主要來自世界銀行與亞洲開發銀行。
|                  | 長度 2001年 | 長度 2011年 | 長度 2021年 |           |
| ---------------- | ----------- | ----------- | ----------- | --------- |
| 全部鄉道         | 2.7百萬     | 3.1百萬     | 4.5百萬     |           |
| 鋪砌路面但未保養 | 0.5百萬     |             |             |           |
| 未鋪砌路面       | 2.2百萬     | 1.9百萬     |             |           |
| 鋪砌路面且有保養 |             | 728,871     |             |           |
| 新建鄉道         |             | 322,900     | 82,743      | 1,500,000 |

### 邊境道路
印度的邊境道路是指沿著印度北部及東北部邊境地帶所興建的道路。這些道路的建設與維護由印度政府於1960年設立的印度邊境道路建設局（BRO）負責。BRO不僅是國家發展和民族團結的象徵，更在維護國家安全方面扮演著非常重要的角色。

## 道路交通壅塞問題
印度的城市交通速率在全球敬陪末座。根據Ola Consumer （前身為Ola Cabs，是一家印度運輸公司，提供叫車服務，並經營其他業務，如金融服務和雲端廚房。總部位於班加羅爾，業務遍及印度250多個城市）於2017年進行的的研究，顯示德街道上的汽車平均時速僅有25公里（約16英里）。其他主要城市的交通狀況也不容樂觀，清奈的平均時速為18.9公里（約11.7英里），孟買為20.7公里（約12.9英里），加爾各答為19.2公里（約11.9英里），海德拉巴為18.5公里（約11.5英里），而班加羅爾的平均時速更低，僅有17.2公里（約10.7英里）。
交通壅塞對印度道路交通造成多方面的負面影響。首先是極低的行駛速度顯著延長通勤時間，降低生產力，並對經濟活動造成阻礙。其次，長時間的怠速和走走停停不僅會增加燃料消耗，也加劇空氣污染問題，對當地民眾的健康構成威脅。此外，頻繁的交通堵塞也容易引發駕駛人出現焦慮和挫折感，增加交通事故的風險。整體而言，嚴重的交通壅塞不僅降低城市的宜居性，也對印度的整體發展帶來嚴峻的挑戰，亟需有效的交通管理和基礎設施改善措施來加以緩解。

## 道路死亡事故
根據世界衛生組織（WHO）針對主要經濟體道路安全數據的統計，印度因道路交通事故造成的死亡人數位居全球之首，2016年的死亡人數高達299,091人。同時，印度每10萬人口的道路交通死亡率也處於極高水平，達到22.6人。就死亡類別而言，二輪及三輪車騎士佔總死亡人數的40%，四輪汽車與輕型車輛的駕駛及乘客佔18%，巴士與重型卡車的駕駛及乘客亦佔18%，行人佔10%，自行車騎士佔2%，所餘13%則屬於其他類別。
根據《印度教徒報》於2025年3月25日刊載的報導，印度每年發生48萬起交通事故，導致18至45歲的青壯年人口死亡人數高達18萬8千人，印度於此的損失達到GDP的3%。

## 外部連結
- Classification of roads in India 的存檔，存档日期2020-11-30.
- Impact of roads on the Sustainable Development Goals(SDGs) in India

Template:Highways in India